# Näverlur

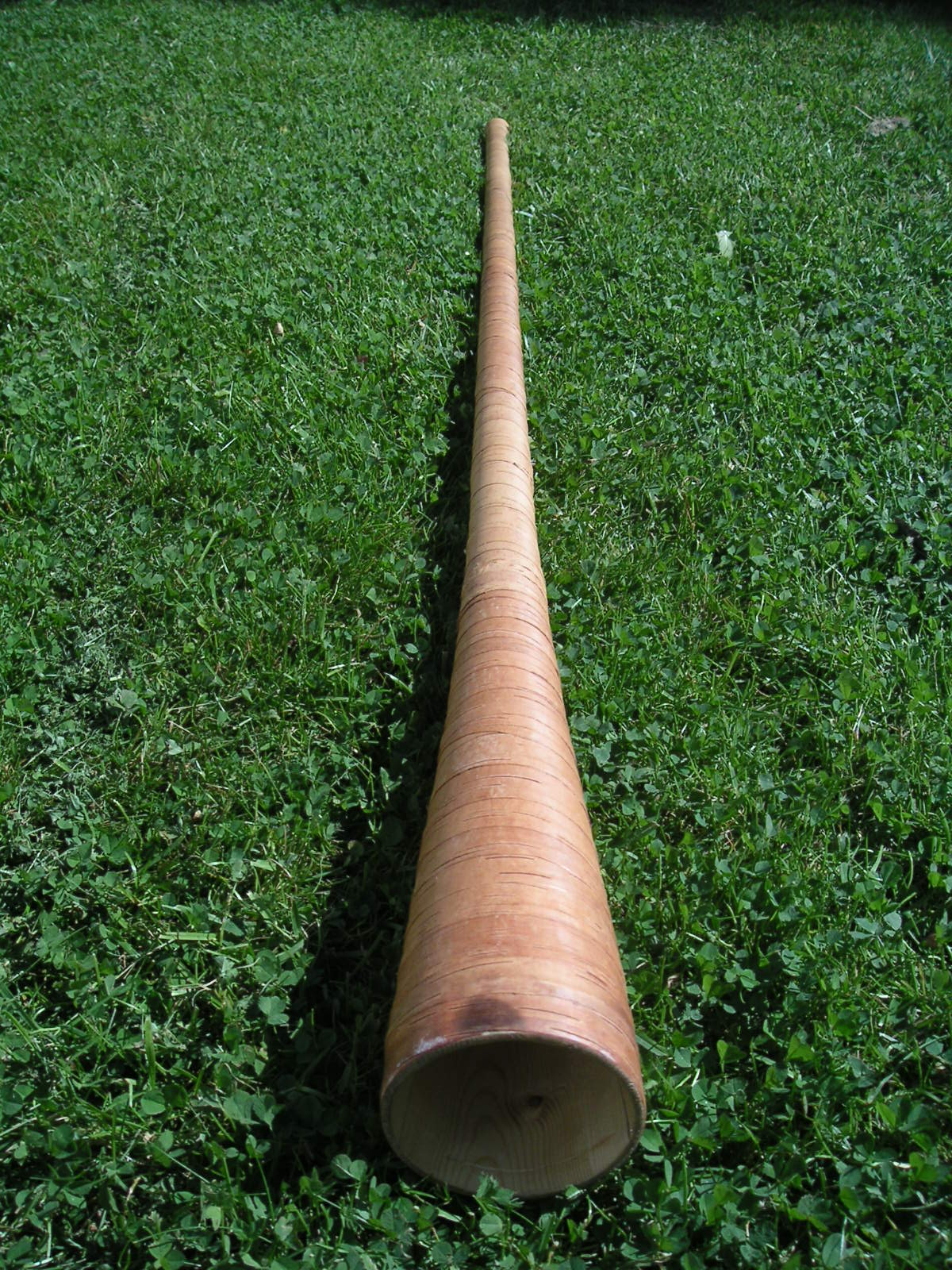
Näverlur

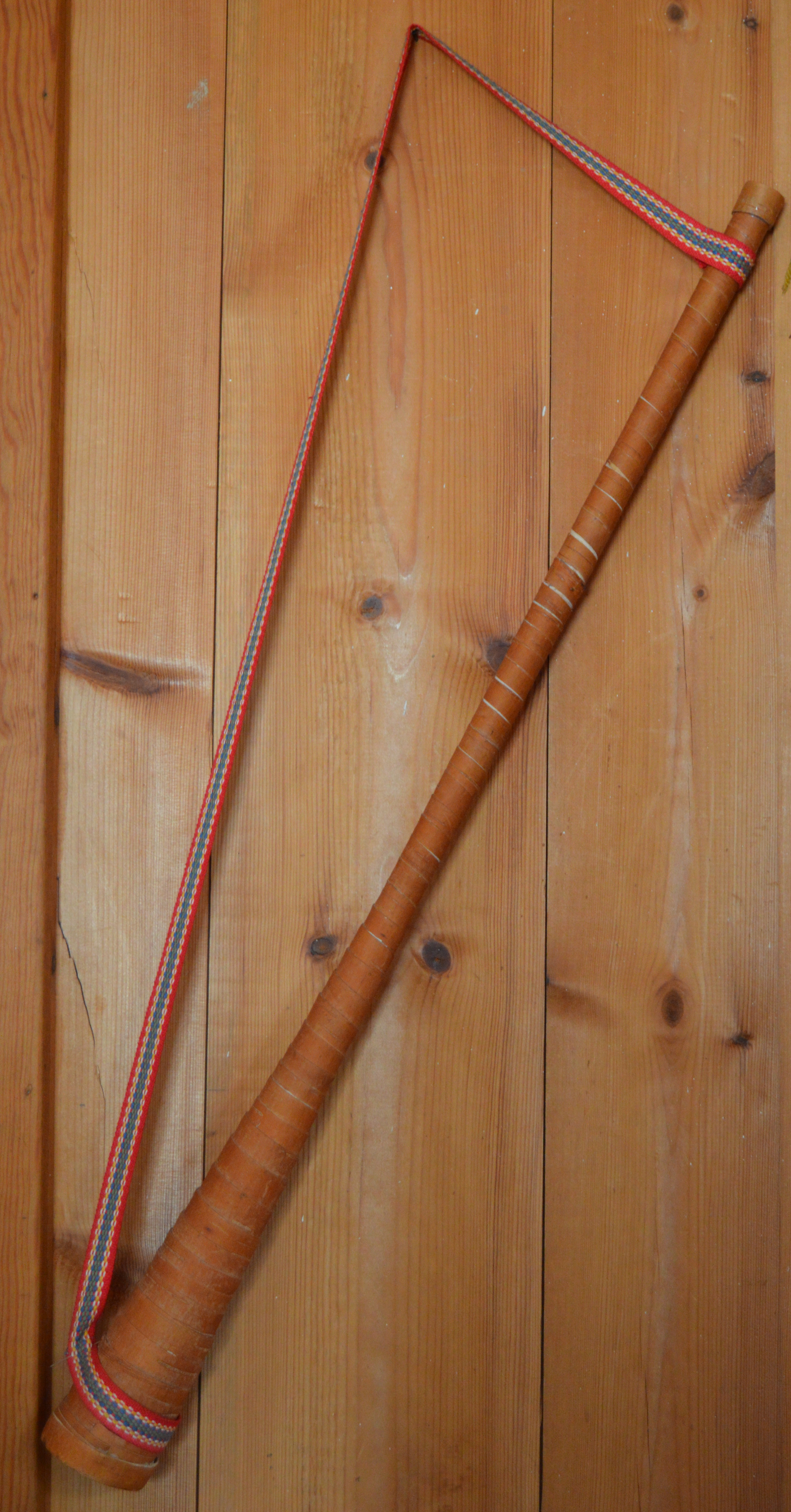
Näverlur från Dalarna, med axelband.

Näverluren är ett traditionellt nordiskt instrument tillverkat av gran- eller furuträ klätt med näver. Formen var långsmal, vanligen konisk och ända till 1–2 m långt. Det användes fordom av vallhjonen i Sverige, Norge och Finland, dels till signalering, dels till frambringande av melodier och låtar. Även krumlurar (dubbelböjda) förekommer.
Även mindre lurar, med kortare hållbarhet, tillverkade av enbart näver har förekommit. Instrumentet hör samman med den gamla fäbodkulturen, där det användes för att skrämma rovdjur, locka på djuren, för att hålla onda skogsväsen borta och för att sända meddelanden över långa avstånd.
Det finns olika melodier för olika budskap: det finns mat för avhämtning (ost, smör, messmör), någon är sjuk, björn är här, en ko har gått bort sig (då skulle man hjälpa till), kon har återfunnits, allt är väl och så vidare. Varje kulla kunde också spela så att man visste vem det var. Från en långt bort belägen fäbod kunde meddelandet tas upp av nästa, sändas vidare ända ner till byn miltals bort, och besvaras på samma sätt. Det användes även för att dra åt sig potentiella plundrare.
Näverluren är ett naturhorn, och saknar därmed fingerhål eller ventiler. Normalt sett kan cirka 10 toner ur naturtonserien spelas på instrumentet. Står man med en sluttande bergsäng bakom sig kan det höras många kilometer. Idag används näverluren mest som ett kuriöst inslag, exempelvis för att blåsa fanfar vid invigningar eller andra evenemang. 
I Dalarna blåses ännu på näverlur lite här och var i lämpliga sammanhang.
De äldsta näverlurarna som har hittats i Sverige kan man spåra tillbaka så långt som till 900-talet och påminner till sin utformning mycket om den tidigare bronsluren.
Två av mycket få professionella byggare som fortfarande gör näverlurar enligt den gamla traditionen är Lisa Byers Runberg i Alunda och Jan Nordkvist i Tällberg. 
Rune Selén i Alunda har tillverkat ca 11 500 lurar sedan 1960-talet.